# 白彫螺總科
白彫螺總科（學名：Vanikoroidea），又名马掌螺总科（Hipponicoidea），是腹足綱軟體動物之下的一個總科，舊屬中腹足目，今屬玉黍螺類支序。

## 分類學

### 2005年分類
根據2005年的分類，本總科包括四個科，當中一個只有化石種，分別如下：
- Haloceratidae Warén & Bouchet, 1991
- 顶盖螺科 Hipponicidae Troschel, 1861：又名马掌螺科[1]
- † Omalaxidae Cosmmann, 1916
- 白彫螺科 Vanikoridae J. E. Gray, 1840

此外，原來的马掌螺总科還包括下列三個科，但這三個科現時都獨立出來：
- 偏蓋螺科 Capulidae：又名尖帽螺科，今屬偏蓋螺總科（Capuloidea）；
- 舟螺科 Calyptraeidae：又名帆螺科，今屬舟螺總科（Calyptraeoidea）；
- 綴螺科 Xenophoridae：又名衣笠螺科，今屬綴螺總科（Xenophoroidea）。

### 2017年分類
根據2017年的分類，本總科併入了原瓷螺總科之下的兩個科。現時本總科包括下列4個科：
- 瓷螺科 Eulimidae Philippi, 1853：包括了原來瓷螺總科之下Aclididae科的各屬。
- Haloceratidae Warén & Bouchet, 1991
- 顶盖螺科 Hipponicidae Troschel, 1861
- 白彫螺科 Vanikoridae J. E. Gray, 1840